# Ballykealy House
Pour les articles homonymes, voir Ballykelly.
Ballykealy House, parfois écrit « Ballykealey », est une grande maison datant du XIXe siècle et un ancien domaine situé à Ballon dans le comté de Carlow en Irlande,.

## Histoire
Ballykealy House a été construit entre 1825 et 1835 pour John James Lecky. C'est un bâtiment de trois étages de style néo-Tudor avec un plan en forme de T. Le bâtiment a été conçu par l'architecte anglais Thomas Cobden (en), qui a également conçu un certain nombre d'autres grandes maisons dans le comté de Carlow, y compris Duckett's Grove,. La maison est à l'origine entourée d'un domaine de 1 500 hectares.

## Utilisation actuelle
Dans les années 1990, la maison est transformée en hôtel, avec une extension ajoutée dans ce but.